# 湯別メインストリート
湯別メインストリート（ゆべつメインストリート）は、越前谷直樹･小林昌視の2人で構成される日本の男性フォークデュオである。結成は、2004年8月28日。解散は、2009年2月14日。
現在は、越前谷直樹(ex.若G)がソロで音楽活動を続けている。

## メンバー
- 越前谷直樹（えちぜんや なおき）1988年3月5日生まれ。A型。
- 小林 昌視（こばやし まさみ）1989年10月5日生まれ。A型。

## 来歴
- 2004年8月28日： 北海道寿都町出身の越前谷直樹と小林昌視の２人によって結成された、この日は地元の夏祭りで初のライブを行っている。
  - その後、地元でのライブ活動を繰り返し行っている。
- 2005年8月11日： 初めて札幌での路上ライブを大通公園や狸小路で行っている。
- 2005年9月1日： ストリートファイターズ（テレビ朝日系列で関東地区などで放送、同系列で北海道地区は9月7日放送）で初めてテレビ出演をする。
- 2007年8月 - 9月： 北海道マラソン（フジテレビ系列）の公式ソングとして「いつも一緒に・・・」が採用され、CMなどでテレビ放送されるとともに、番組のエンディングソングにもこの楽曲が使用された。
- 2008年8月2日 - ： 「Don't Mind 〜ドンマイ〜」が第90回全国高等学校野球選手権記念大会地区予選大会のテーマソングに採用され各地の中継時に流されている。計15地域のイメージソングをつとめる。地区予選大会で15地域ものイメージソングを1組のアーティストがつとめるのは極めて異例である。
  - 採用地域の放送局…青森朝日放送・秋田朝日放送・福島放送・新潟テレビ21・北陸朝日放送・長野朝日放送・静岡朝日テレビ・メ～テレ・広島ホームテレビ・鹿児島放送（以上テレビ朝日系）・宮崎放送（TBS系）[1]・群馬テレビ・ぎふチャン・KBS京都（以上独立UHF放送局）

## 名前の由来
- 2人の出身地が北海道寿都町の湯別という地域のため、それがデュオ名となった。

## ディスコグラフィー

### シングル
1. 「いつも一緒に･･･」 （2007年8月22日 北海道限定発売）
  1. いつも一緒に・・・
  2. ひまわりの詩
  3. B組授業風景
2. 「卒業写真」 （2008年1月31日 北海道限定発売）
  1. 卒業写真
  2. 輝雪〜kisetsu〜
  3. 告白

### アルバム
1. 1st Mini Album「未来で会いましょう」 （2008年7月16日 全国発売）
  1. Don't Mind 〜ドンマイ〜
  2. 君と出会って
  3. 学校祭
  4. 今日はいい日だなぁ
  5. ひまわりの詩
  6. 明日へとつづく空